# Javier Romo
Javier Romo Oliver (Villafranca de los Caballeros, 6 gennaio 1999) è un ciclista su strada ed ex triatleta spagnolo che corre per la Movistar Team; è professionista dal 2021.

## Palmarès

### Strada
- 2020 (Baqué-Ideus-BH, una vittoria)

Campionati spagnoli, Prova in linea Under-23
- 2025 (Movistar Team, una vittoria)

3ª tappa Tour Down Under (Norwood > Uraidla)

#### Altri successi
- 2023 (Astana Qazaqstan Team)

Classifica giovani Vuelta a Burgos

## Piazzamenti

### Grandi Giri
- Tour de France

2024: 23°
- Vuelta a España

2023: non partito (10ª tappa)

### Classiche monumento
- Giro di Lombardia

2022: ritirato